# 圣母赎虏圣殿 (基多)

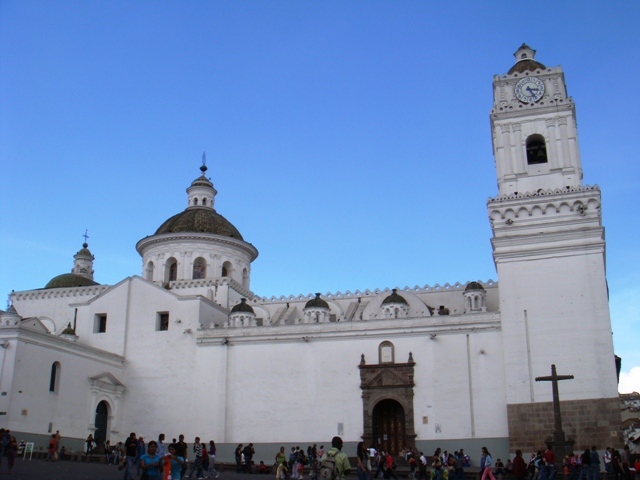
圣母赎虏圣殿

圣母赎虏圣殿（Basilica de Nuestra Señora de la Merced）是厄瓜多尔首都基多的一座罗马天主教宗座圣殿。这是一座白色的建筑物，拥有五个穹顶和一座方形塔楼。建筑装饰以印加和摩尔图案。该堂始建于1701年，1736年完成钟楼，并于1747年祝圣。

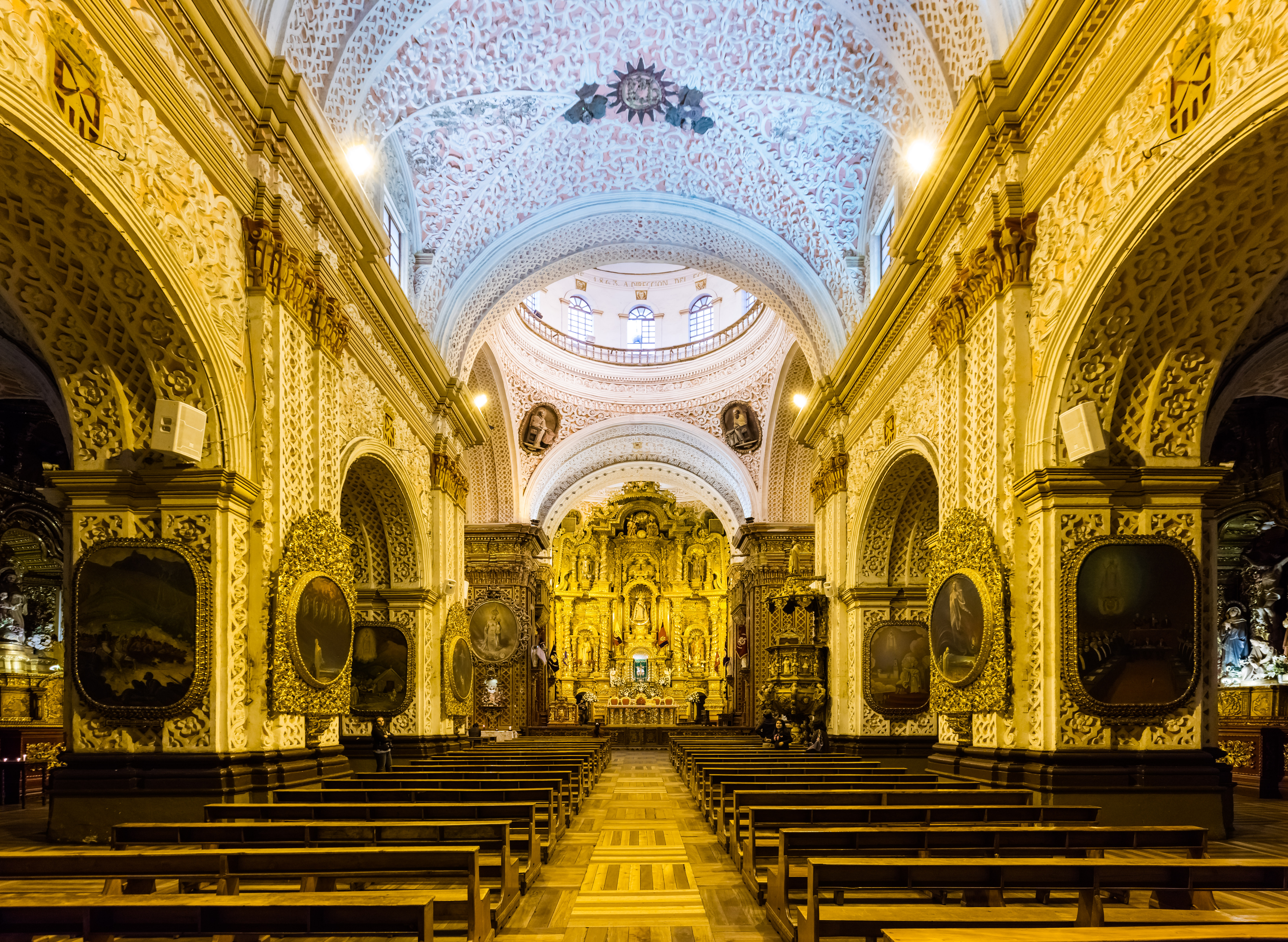
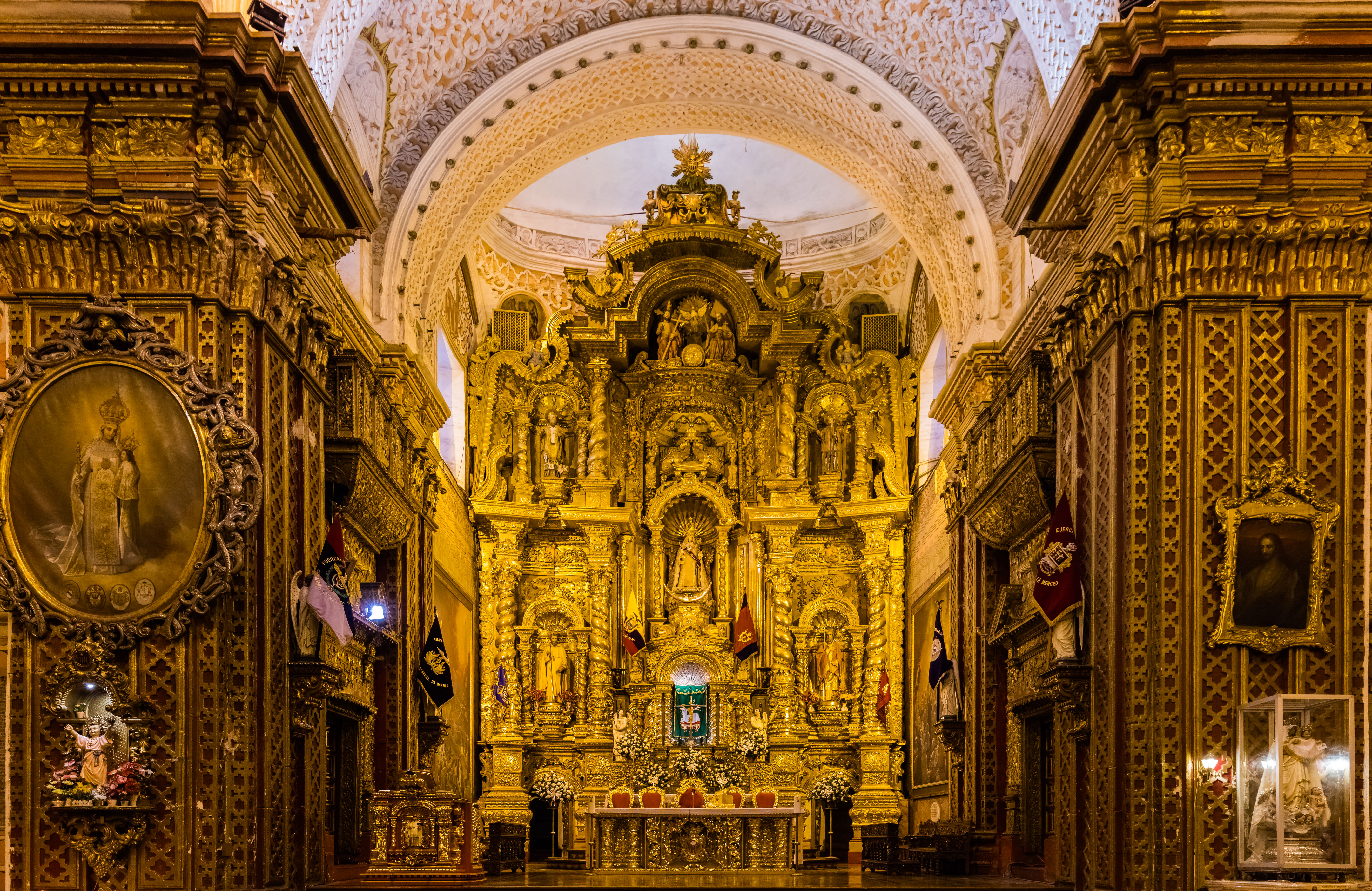
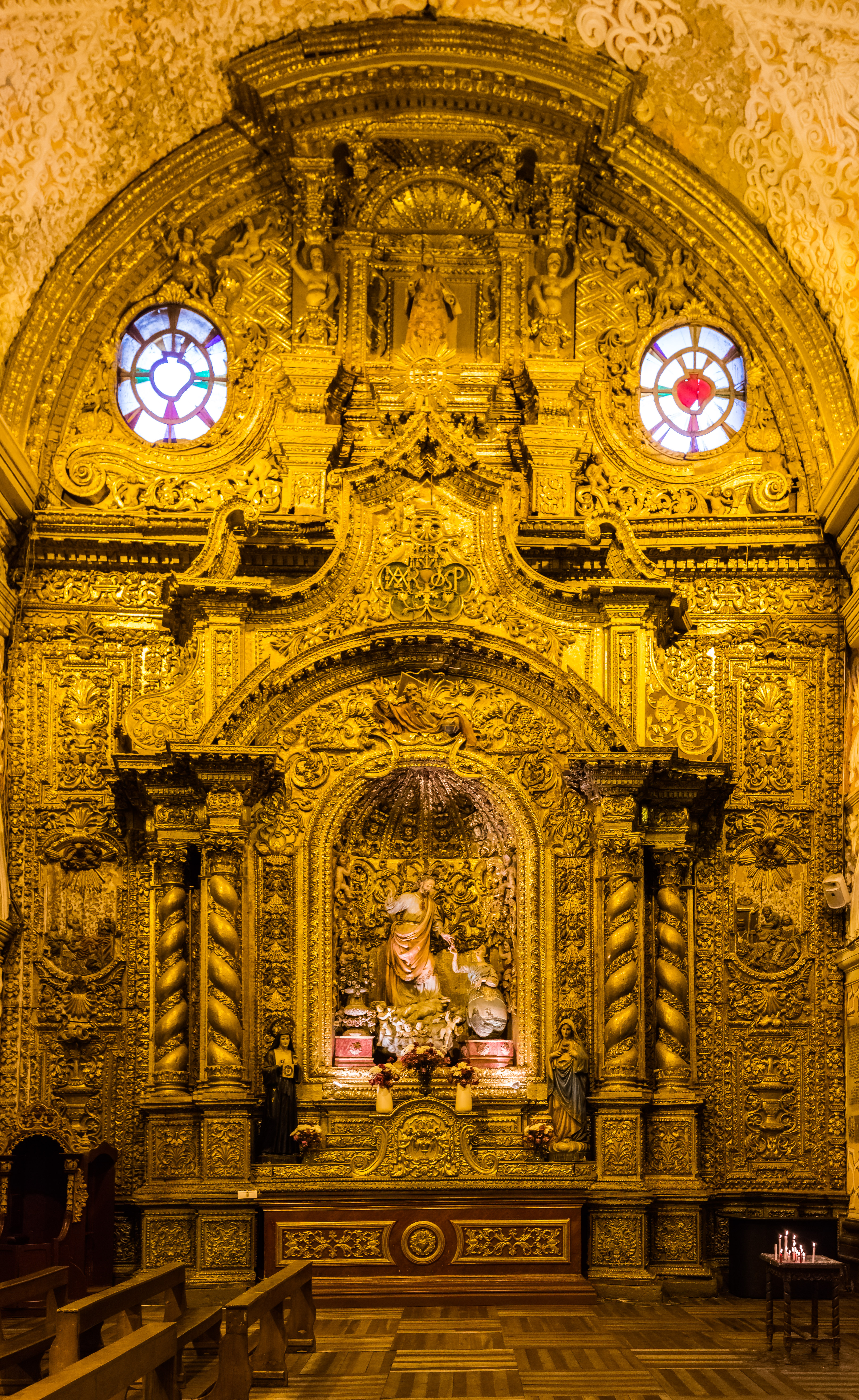